# 한상우 (1977년)
한상우(1977년 ~ )은 KBS 드라마본부의 프로듀서이다.

### 경력
- KBS 드라마본부 프로듀서

## 연출
- 2007년~2008년 KBS 일일연속극 《미우나 고우나》
- 2009년 KBS 수목드라마 《파트너》
- 2011년 KBS 일일연속극 《우리집 여자들》
- 2012년 KBS 수목드라마 《적도의 남자》(연출)
- 2013년 KBS 드라마 스페셜《그렇고 그런 사이》 (연출)
- 2014년 KBS 드라마 스페셜《카레의 맛》 (연출)
- 2015년 KBS 수목드라마 《착하지 않은 여자들》 (연출)
- 2017년 ~ 2018년 KBS 수목드라마 《흑기사》 (연출)
- 2021년 KBS 월화드라마《학교 2021》 (연출)